# DJ format
DJ Format, de son vrai nom Matt Ford, est un DJ hip-hop britannique, né à Southampton et vivant à Brighton.
Il collabore fréquemment avec les rappeurs canadiens Abdominal et D-Sisive, mais également avec Chali 2na et Akil de Jurassic 5.

## Carrière
Assez tôt, il est influencé par Main Source, A Tribe Called Quest et autres groupes du même acabit. Fin des années 1990, alors qu'il se produit comme DJ dans tout le Royaume-Uni, il entre en contact avec Jurassic 5 lors de leurs passages au Royaume-Uni. Il s'est fait remarquer en 2002 en faisant la première partie de la tournée de DJ Shadow. 
En 2003, il sort son premier album, Music for the Mature B-Boy, bien reçu par la critique. Son deuxième album, If You Cant' Join 'Em... Beat 'Em, sorti en 2005, est classé au top 100 par le quotidien The Sun.

## Discographie

### Albums
- Music for the Mature B-Boy (2003)
- If You Can't Join 'Em... Beat 'Em (2005)
- Statement of Intent (2012)
- The Foremost DJ Format & Phill Most Chill (2013)
- Still Hungry DJ Format & Abdominal (2017)
- Devil's Workshop (2021)

### Mixes
- A Right Earful Vol. 1 (2005)
- FabricLive.27 (Avril 2006)
- European Vacation (2006)
- Fania DJ Series - DJ Format (Juin 2007)
- Stealin' James (2008)
- Holy Shit with Mr Thing (2008)
- Kings of Rock (2009)
- The Simonsound - Have You Heard... (2009)